# 철학박사

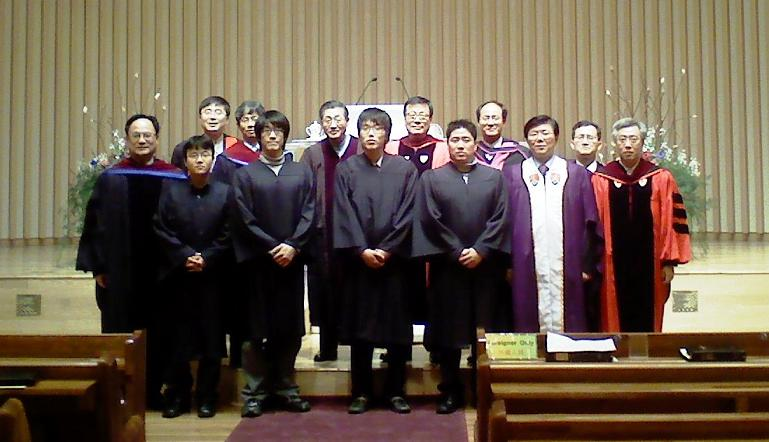
철학박사(Ph.D.) 학위를 소지한 교수들(평택대학교 졸업식)

철학박사(哲學博士, 라틴어 Philosophiæ Doctor, Doctor of Philosophy, Ph.D., PhD,) 또는 박사는 대한민국의 대학교에서 제공하는 대학원과정의 최고 학위이다. 대한민국에서는 간단히 "박사"라고 칭한다. 영어로는 "PhD, Ph.D., DPhil, D.Phil"로 줄여 표기하기도 한다. 철학박사 명칭의 "철학"은 현대의 분과적 철학만을 가리키는 것은 아니며 전체적 과학분야인 인문과학과 자연과학을 아우르는 모든 분야를 지칭한다. 흔히 대화체에서는 철학박사로 부르지 않고 "박사"로 부른다.
학위 수준은 학사와 석사학위를 받은 이후 과정이며, 박사학위(博士學位)는 국가, 교육 기관에 따라 과정이 다양하다. 기본적으로 박사를 받기 위해서는 인정된 대학이나 연구기관에서 교육과정을 마친 후에 자격시험에 합격하고 논문을 써서 통과를 해야 한다. 통과 전에 있는 학생을 박사 후보생(Ph.D. Candidate)이라고 부른다.
대한민국에서는 3년(6학기) 이상의 박사 교육과정을 마치고, 자격시험을 치른 후, 논문 과정을 통해 지도 교수와 논문을 작성하고 심사를 받는다. 박사 논문심사는 5명의 심사위원으로 구성되며, 이중 외부 심사위원 1명을 기본으로 포함해야 하며, 외부 심사위원은 2명까지 요청할 수 있다.

## 용어의 역사
"철학박사"가 여러 분야의 박사 통칭으로 불리게 된 것은 19세기 현재의 대학의 학사, 석사, 박사 학위 체계를 형성한 독일의 대학에서 기인한다. 한국과 일본의 '문리대', 영미권의 'College of Arts and Sciences' 혹은 'Faculty of Arts and Sciences'에 해당하는 독일어가 'Philosophische Fakultät'이기 때문이다. 즉 유럽 중세 시대 대학의 4분야 중 기초학문 분야인 'Faculty of Arts'에서 인문과 예술을 통칭하는 'Arts'가 독일어로는 '철학'(Philosophische)인데 19세기 초 독일의 베를린 대학교에서 시작된 연구중심 대학으로의 개혁 당시 학술 연구를 통해 박사학위 논문을 제출하여 박사학위를 받는 현대적 의미의 박사학위가 독일에서 시작하였고 그것이 주변 유럽 국가 및 영어권으로 전파되면서 라틴어 'Philosophiae Doctor'의 약자인 'Ph.D.'라는 표현이 굳어졌다.

## 대한민국
한국에서는 'Ph.D.'를 철학박사로 공식 번역하여 사용하지만, 학위명으로는 "문학박사", "공학박사", "경영학박사" 등 전공한 학문 분과와 박사명을 주로 사용한다. 공식 석상이 아닌 경우 철학박사는 대부분 철학을 전공한 철학 박사인 경우이므로 유의해야 한다.  

### 대한민국과 외국의 박사 용어
대한민국에서 박사와 해외에서 박사에는 약간의 차이가 있다. 대한민국에서는 학위명으로만 사용하며, 유럽어권에서는 학위 이외에도 전문적 직업이나 가르치는 사람을 의미한다. 대한민국에서 박사는 석사 이상의 학위를 지닌 사람이 연구과정과 담당교수의 지도하에 논문을 마치는 과정에만 박사라는 용어를 사용한다. 따라서 국내에서 박사라고 하면 학사, 석사, 박사학위를 지닌 사람을 의미한다. 대한민국에서 박사인 경우에는 반드시 석사와 박사 과정을 거쳤거나, 석사/박사 통합과정을 마친 사람을 의미한다. 그러나 해외의 경우 박사(Doctor)는 가르치거나 지도하는 사람을 의미하는 어원을 가지므로, 가르치거나 지도하는 사람일 경우에도 칭한다. 그 예로 영어에서 석사과정인 의학대학원을 마친 의사를 '닥터', 즉 박사라고 칭한다. 이는 아픈 사람에게 치유하는 조치를 하고 병을 낫도록 지도하는 역할을 하므로 칭하는 명칭으로 굳어졌다. 근래에 들어서 박사라는 용어에 철학박사, 즉 전문 분야를 연구한 사람이라는 의미가 커지면서 전문분야 석사과정에서 박사라는 용어를 사용하고 있어 차이를 구별해야 한다.

### 의무석사, 의학박사
대한민국에서 6년과정 의학과를 졸업하고 의학석사, 의학박사 과정을 마치고 받는 "의학박사", 정확히는 의학전공 철학박사이므로 이 학위는 영어 번역시 철학박사 (Ph.D.)로 해야 한다. 
미국에서 학부 졸업 후 의학전문대학원 과정 4년을 마치면 받는 학위인 'M.D.'(미국에서 의대 졸업자에게 수여하는 전문직 학위)(번역하면 '의무박사')는 박사 명칭이 들어있지만 실제로는 한국 법제로는 석사 수준으로 국내 4년제 의학전문대학원 졸업시에 받는 '의무석사'와 동일한 학위이다. 따라서 'M.D.'는 '의무석사'로 번역하는 편이 낫다. 한국의 학부 과정인 6년 의대 졸업자는 공식적으로 "의학사", 학부 이후 석사 과정 4년 의학전문대학원 졸업자는 '의무석사'이다. 번역시 혼란이 있었으나, 근래 와서는 의학박사와 구별하여 의무박사나 의무석사로 번역하고 석사 학위로 이해한다. 공식적으로는 의무전문석사라는 용어를 사용한다.

### 박사 명칭의 외국 전문대학원 석사
미국에서 전문가를 양성하는 전문대학원에서 점차 박사 명칭의 학위를 주고 있다. 이는 실제로 석사과정인 의학전문대학원에서 박사 명칭이 포함된 학위를 오랜 기간 주어서, 미국내 다른 전문대학원들도 석사 수준의 교육과정인데도 박사 명칭을 포함한 학위를 부여하고 있다. 법무박사(J.D.)나 약제박사(Pharm.D.) 등이 그 예이다.   
근래엔 미국에서 4년제 약학전문대학원 졸업자에게 'Pharm.D.'(번역하면 '약제박사')라는 전문 석사학위를 주기 시작했는데 실제로는 'M.D.'처럼 한국 법제로는 전문 석사 수준이므로 '약제석사' 또는 '약학 전문석사'로 봐야 한다. 한국의 약학 학부와 석사, 박사 과정을 거친 "약학박사"(약학 전공 철학박사)와는 다르다. 
미국의 3년제 법학전문대학원을 졸업하면 받는 'J.D.'(번역하면 '법무박사')는 한국의 법학전문대학원에서 받는 '법무석사'와 동일한 수준의 학위과정이다. 이 역시 번역시에 '법무석사'로 번역하는 편이 정확하다. 한국의 학부와 석사, 박사과정을 거치는 "법학박사"(법학 전공 철학박사)와는 다르다. 현재는 일반적으로 법학전문석사라고 불린다.
미국의 전문대학원 중 법학대학원과 동일한 3년제 전문대학원인 신학전문대학원의 학위는 'M.Div.'(번역하면 '목회학 석사')로 박사 명칭은 없다.

## 신학박사
유럽과 미주, 특히 북미에서는 철학박사 이외에도 수여되는 박사학위로 신학박사 학위가 있다. 신학으로 박사학위를 받을 경우 유럽과 북미의 경우 조금 다른 양상을 보인다. 동일한 연구를 한 경우에도 조건에 따라서 신학박사 학위를 받거나 신학 전공 철학박사 학위를 받기도 한다. 

### 유럽의 신학 박사
유럽의 대학교에서는 신학 전공 철학박사보다 신학박사를 우선한다. 신학분야에서 전통적인 신학박사(Th.D. Doctor of Theology)와 신학 전공 철학박사(Ph.D.) 학위가 있다. 신학박사인 경우는 학생이 학부 과정을 마친 후 성직 학위 과정을 거치고, 신학석사와 신학박사 학위를 받는다. 신학 전공 철학박사 학위는 성직 학위 과정 없이 석사와 박사 과정을 거친다. 그러므로 신학박사 학위를 받은 사람은 기독교 성직자이고, 신학 전공 철학박사를 지닌 사람은 성직자가 아니다. 
유럽의 기독교회는 국교나 왕실종교, 세금 등으로 국가와 관련이 있으며, 거의 모든 대학은 국공립 대학이다. 유럽의 국공립 대학에서는 기독교 성직자를 양성하는 성직학위 과정을 운영한다. 대학교의 신학과목은 우선적으로 성직 학위 과정과 연계되어 있다. 따라서 성직자가 아니면 대학교에서 신학과목을 가르치기 어려우므로, 성직학위 과정이 없는 '신학 전공 철학박사'보다 성직자가 받는 '신학박사'를 더 선호한다.
유럽의 기독교 교단들은 독자적인 성직 과정을 요구하며, 별도의 신학대학원을 운영하는 경우도 있지만, 대부분은 국공립대학에 위탁해 운영한다. 기독교 교단들은 성직과정에서만 특정 과정을 요구하나, 천주교는 신학박사 과정에서도 이를 요구한다. 천주교 교황청립 대학 이외에도 교황청 인가를 받은 박사 과정을 받아야만 천주교 성직과정을 가르칠 수 있다. 물론 이 천주교 신학박사 과정도 교황청립 대학이나 국공립대학의 대학원 과정에 위탁하여 운영되며, 신학박사 학위를 지닌 천주교 성직자가 대부분 지도하는 과정이다. 천주교의 신학 박사는 천주교단의 인증(교황청립 인준)을 받은 대학교에서 수여하는 천주교 신학박사 학위(STD., Doctor of Sacred Theology)와 신학석사(STL., Licentiate of Sacred Theology)가 있다. 대개 성직자를 양성하는 천주교 신학교에서 강의하려면 STL 이상을 요구한다. 천주교 신학 박사 가운데 다른 이름으로 불리는 학위들도 있다.

### 북미의 신학박사
북미의 경우에 신학박사보다 신학 전공 철학박사를 더 선호한다. 과거 1980년대까지도 유럽처럼 목회학 석사(M.Div., 성직과정 학위)를 수학하고 신학 전공 석사(Th.M)을 한 후에 신학박사(Th.D.)를 받는 과정이 일반적이었다. 북미 지역은 종교자유지역으로 기독교회는 국가와 직접적인 관련이 없으므로, 신학대학원이 아닌, 공립대학과 사립대학에서 신학과는 인문학 분야 학과로 운영하고 교수를 채용한다.   
기독교 문화를 지닌 북미 지역에서 공립대학교는 성직과정이 없으므로, 당연히 학부와 대학원에서도 신학과목을 성직과정이 아닌 인문학 분야로 인식하고 강의하는 경향이 늘어났고, 사립 대학교에서도 역시 이런 경향이 커졌다. 20세기 중반 이후부터 신학 전공 철학박사(Ph.D. in Theology)를 선호하여 대학교에서는 신학박사 학위는 점점 사라지고 신학 전공 철학박사나 기독교 전공 철학박사로 변경되고 있다. 현재는 공립과 사립 대학만이 아니라 특정 교단의 신학대학원에서도 해당 교단의 목회학 석사가 있고 신학박사나 신학 전공 철학박사 소지자는 성직 과정의 강의가 가능해졌다.    
북미에서 신학 전공 철학박사(Ph.D. in Theology)는 성직과정의 목회학 석사(M.Div.)나 이론연구 과정인 신학석사(Th.M.)나 일반 석사(M.A.) 학위자가 응시할 수 있다. 사립대학교에 일부 남은 신학박사는 목회학 석사가 있는 사람만 응시할 수 있다. 
신학 전공 철학박사 경우에는 기독교 신학 관련 대학만이 아니라 종합대학교에서도 주는 학위로 교회 활동과 목회에 전념하지 않고 신학을 종교적인 측면에서 자유롭게 연구하는 자들에게 접근하기 쉬운 경향이 있으며, 일반적으로 북미의 대학교에서 교수로 채용될 때 적용하는 철학박사 학위 범위에 포함되므로 교수직 지원에도 도움이 된다. 21세기 현재 북미의 경우 목회학 석사를 마치고 성직자 자격을 얻은 이후에도 대부분 신학박사보다는 신학 전공 철학박사 과정을 선호한다.
북미의 기독교 교단들은 목회학 석사 과정에만 교단의 요구 사항을 반영하나 천주교 경우는 유럽과 비슷하다. 북미의 천주교 신학 대학원 가운데 로마의 교황청립 인준 대학원이 있다. 이런 경우 공부는 미국이나 캐나다에서 하고 교황청립 학위를 받을 수 있는 경우도 있다. 따라서 같은 신학 대학원에서 목회학 박사(DMin), 신학전공 철학박사(Ph. D. in Theology) 교황청립 신학박사(STD. Doctorate in Sacred Theology) 등 다양한 학위 프로그램을 제공하는 경우도 있다.

## 같이 보기
- 박사학위